# Fiorello Cortiana
Fiorello Cortiana (Milano, 3 marzo 1955) è un politico italiano, per due volte eletto senatore per la Federazione dei Verdi.
È autore della premessa all'edizione italiana del libro del Premio Nobel per l'Economia Elinor Ostrom La conoscenza come bene comune.
Insieme a Stefano Rodotà, Gil, Lawrence Lessig, Richard Stallman e Daniel Cohn-Bendit, ha promosso l'appello per l'Internet Bill of Rights, elemento di confronto all'Internet Governance Forum dell'ONU di Atene e generatore della Dynamic Coalition dell'IGF "IRP-Internet Rights and Principles", dove ha coordinato un Workshop dedicato alla questione, e poi a Rio dove ha contribuito alla definizione della Dichiarazione Congiunta sull'Internet Bill of Rights dei Governi dell'Italia e del Brasile.
È Goodwill Ambassador di OLPC il progetto/laptop del MIT per dare ai bambini del mondo la possibilità di un apprendimento collettivo in rete. Coordina insieme a Comunità Nuova di don Gino Rigoldi il progetto educativo di OLPC già partito in Romania e a Milano, che interesserà il Kenya e Gerusalemme. Da diversi anni organizza gli appuntamenti di Condividi La Conoscenza, incontri tra sfera antropologica e sfera biologica del vivente.
È un sostenitore della campagna per il Nobel a Internet lanciata da Wired.

## Biografia
Nato nel 1955 a Milano, laureato in Lettere moderne all'Università degli Studi di Milano con una tesi su "Condizione giovanile e usi dello spazio urbano nella periferia sud di Milano".Correlatore presso la Facoltà di Architettura del Politecnico di Milano di tre tesi di laurea sui Navigli Milanesi e presso la Facoltà di Giurisprudenza dell'Università dell'Insubria su una Carta dei Diritti per Internet.
Tra i promotori del primo gruppo di base milanese "Ecologia 15" e dell'Associazione per il Parco Agricolo Sud Milano.
Nel 1983 è stato tra i promotori del convegno nazionale "I Verdi in Italia" e poi nel 1984 della Federazione delle Liste Verdi e nel 2004 del Partito Verde Europeo.

### Elezione nelle istituzioni
Dal 1992 al giugno 1994 come assessore ai Parchi e Territorio della Regione Lombardia, ha promosso il vincolo per la valorizzazione dei Navigli, la destinazione del nuovo polo fieristico a Rho-Pero nel sedime dell'ex raffineria dell'Eni (polo fieristico precedentemente previsto nel Parco Agricolo Sud Milano) e il "Quadruplicamento Veloce" del sistema ferroviario (integrando l'Alta Velocità al sistema ferroviario lombardo), ha avviato la definizione del Piano Territoriale del Parco Agricolo Sud Milano.
Eletto senatore nel collegio di Rho (Milano) nella XIII legislatura e poi di nuovo nella XIV legislatura per l'Umbria nel collegio Assisi-Alto Tevere-Gubbio. Nel corso della attività parlamentare ha promosso, nel settore dello Sport, quella che è poi diventata la Legge contro il doping. Come Vicepresidente della Commissione Agricoltura ha promosso l'Indagine Conoscitiva sugli OGM, che ha contribuito ad introdurre nel nostro ordinamento il principio di precauzione. Ha presentato il Decreto legge sulle norme in materia di pluralismo informatico nella Pubblica Amministrazione che ha inaugurato il dibattito sul software libero e sugli standard aperti in uso in Italia e in Europa e contestualmente è stato Presidente dell'"Intergruppo Bicamerale per l'Innovazione Tecnologica e la Cittadinanza Telematica". La società della Conoscenza, il settore ICT, le libertà degli utenti digitali, sono da anni al centro della sua azione per la libertà della rete.
È stato delegato del Parlamento Italiano al WSIS-World Summit on the Information Society Prima Sessione dicembre 2003 a Ginevra, Seconda Sessione novembre 2005 a Tunisi (la conferenza dell'ONU sulla Società dell'informazione). È stato membro del Comitato sulla governance di Internet del Ministero dell'Innovazione e componente della delegazione italiana all'Internet Governance Forum dell'ONU (l'appuntamento annuale multistkeholder promosso dall'ONU come seguito del WSIS).

### Incarichi e uffici ricoperti nella XIII legislatura (1996 - 2001)
- Membro della 7ª Commissione permanente (Istruzione pubblica, beni culturali)
- Membro e poi vicepresidente della 9ª Commissione permanente (Agricoltura e produzione agroalimentare)
- Membro del Comitato parlamentare per i procedimenti di accusa

### Incarichi e uffici ricoperti nella XIV legislatura (2001 - 2006)
- Membro e poi segretario della 7ª Commissione permanente (Istruzione pubblica, beni culturali)
- Membro della Commissione d'inchiesta sul Servizio sanitario nazionale
- Membro Commissione parlamentare per le questioni regionali

### L'esclusione
Nella primavera del 2006, amici e sostenitori di Cortiana si sono attivati sul web per favorire la sua ricandidatura, ma l'allora presidente nazionale della Federazione dei Verdi, Alfonso Pecoraro Scanio, non lo ha incluso nelle liste dei candidati eleggibili. Egli fece comunque una intensa campagna elettorale distribuendo un CD contenente un sistema operativo libero e le musiche del concerto newyorkese di Wired a sostegno delle licenze Creative Commons.